# بردية برلين

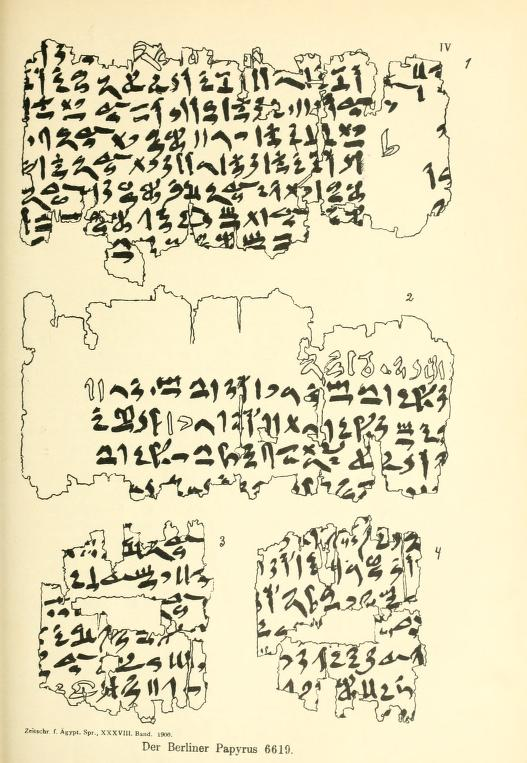
بردية برلين كما رسمها شاك شاكينبرج في عام 1900

بردية برلين هي أحد المصادر الأساسية للرياضيات والطب في مصر القديمة. بما في ذلك أول توثيق معروف بشأن إجراءات اختبار الحمل، تشير إحدى مسألتين الرياضيات الموجودتين في البردية إلى أن المصريين القدماء كانوا يعرفون نظرية فيثاغورس بالإضافة إلى أنها تحتوي على أقدم حل لمعادلة تربيعية.

## الوصف والتاريخ والمصدر
بردية برلين رقم 6619 هي وثيقة بردية مصرية قديمة من المملكة المصرية الوسطى، النصف الثاني من الأسرة الثانية عشر (حوالي 1990 - 1800 قبل الميلاد) أو الأسرة الثالثة عشر (حوالي 1800 قبل الميلاد - 1649 قبل الميلاد). نشر هانز شاك شاكينبرج الجزأين المقروئين في عامي 1900 و 1902.
تعتبر أحد الشواهد الباقية التي وصلتنا والتي توضح معرفة المصريين بطرق حل بعض المعادلات التربيعية.